# Your Mama Don't Dance
Your Mama Don't Dance è un singolo del duo musicale statunitense Loggins and Messina, estratto dal loro album eponimo nel 1972.
Il brano fu il maggiore successo del duo e raggiunse il quarto posto della Billboard Hot 100. Fu inoltre certificato disco d'oro.
Nel 1988 venne reinterpretato dai Poison per l'album Open Up and Say...Ahh! ed estratto come singolo l'anno successivo.

## Tracce
1. Your Mama Don't Dance – 2:46
2. Golden Ribbons – 6:14

## Classifiche
| Classifica (1973)                | Posizione massima |
| -------------------------------- | ----------------- |
| Belgio (Fiandre)                 | 27                |
| Canada                           | 5                 |
| Paesi Bassi                      | 20                |
| Stati Uniti                      | 4                 |
| Stati Uniti (adult contemporary) | 19                |

## Cover dei Poison
Il gruppo statunitense Poison ha realizzato una cover di Your Mama Don't Dance tratta come quarto singolo dal loro secondo album in studio Open Up and Say...Ahh! nel 1989.
Il brano raggiunse il decimo posto della Billboard Hot 100 e la trentanovesima posizione della Mainstream Rock Songs. Si posizionò inoltre al tredicesimo posto della classifica britannica.

### Tracce
1. Your Mama Don't Dance – 2:59
2. Tearin' Down the Walls – 3:50

### Classifiche
| Classifica (1989)             | Posizione massima |
| ----------------------------- | ----------------- |
| Australia                     | 21                |
| Canada                        | 17                |
| Irlanda                       | 15                |
| Nuova Zelanda                 | 3                 |
| Regno Unito                   | 13                |
| Stati Uniti                   | 10                |
| Stati Uniti (mainstream rock) | 39                |